# Abrufarbeit
Als Abrufarbeit bezeichnet man ein Arbeitszeitmodell, bei dem die Dauer der Arbeitszeit innerhalb eines bestimmten Zeitraums nicht festliegt. Der Arbeitgeber konkretisiert das Arbeitsverhältnis und die Arbeitszeit im Bedarfsfall. Ein Arbeitsvertrag regelt im Wesentlichen nur die Höhe des Entgeltes pro geleistete Einheit. Im Zweifel besteht damit zwar ein Arbeitsverhältnis, der Arbeitnehmer kann aber auch über längere Zeit nicht in Anspruch genommen werden und erhält dann auch kein Entgelt.
Sinn eines Abrufarbeitsverhältnisses ist eine Flexibilisierung der Arbeitszeit. Abrufarbeit ist häufig in Arbeitsverträgen der Systemgastronomie (beispielsweise McDonald’s u. Ä.) zu finden. Kritiker meinen, die Abrufarbeit führe zur Prekarisierung. Aufgrund der Regelungen des Kündigungsschutzes haben deutsche Arbeitsgerichte solche Arbeitsverträge, auch Null-Stunden-Vertrag genannt, schon früh für nichtig erklärt. Im Vereinigten Königreich allerdings sind Null-Stunden-Verträge (zero hours contract) weit verbreitet;
Im deutschen Arbeitsrecht regelt inzwischen der § 12 des Teilzeit- und Befristungsgesetzes die Abrufarbeit (nach der Legaldefinition Arbeit auf Abruf).

## Arbeit auf Abruf
Bei der Arbeit auf Abruf  hat der Arbeitnehmer seine Arbeitsleistung entsprechend dem Arbeitsanfall zu erbringen, d. h. der Arbeitnehmer steht für den Arbeitgeber auf Abruf bereit.
Im Arbeitsvertrag muss eine wöchentliche und tägliche Mindestarbeitszeit vereinbart sein. Fehlt diese Vereinbarung, so gilt eine Wochenstundenzahl von 20 Stunden als vereinbart. Die Erhöhung der fiktiven Wochenarbeitszeit kann bei Minijobbern, die Abrufarbeit leisten, einen Wegfall der Sozialversicherungsfreiheit bewirken: Eine Wochenarbeitszeit von 20 Stunden führt aufgrund des Mindestlohns von 12,41 Euro pro Stunde dazu, dass ein Monatslohn von mehr als 700 Euro erreicht wird. Die für Minijobs geltende Entgeltgrenze von 538 Euro (§ 8 Abs. 1 Nr. 1 SGB IV) wird damit überschritten. Die Tätigkeit wird sozialversicherungspflichtig.
Eine Vereinbarung der Mindestarbeitszeit kann sich auch aus schlüssigem Verhalten ergeben. Es kommt auf die tatsächliche Vertragsabwicklung an, hierbei wird die durchschnittliche Arbeitszeit vergangener Wochen zur Berechnung herangezogen. Fehlt es an einer vertraglichen Festlegung der täglich zu leistenden Arbeitszeit, hat der Arbeitgeber die Arbeitsleistung des Arbeitnehmers jeweils für mindestens drei aufeinander folgende Stunden in Anspruch zu nehmen. Der Arbeitnehmer ist nur zur Arbeitsleistung verpflichtet, wenn der Arbeitgeber ihm die Lage seiner Arbeitszeit jeweils mindestens vier Tage im Voraus mitteilt (§ 12 Abs. 2 TzBfG). In Tarifverträgen können für die Abrufarbeit vom Gesetz abweichenden Regelungen geschaffen werden, auch solche, die für die Arbeitnehmer ungünstiger sind (§ 12 Abs. 3 TzBfG). Die vereinbarte Mindestarbeitszeit ist grundsätzlich auch zu vergüten, wenn der Arbeitgeber nicht in der Lage ist, den Arbeitnehmer zu beschäftigen. Durch diese Regelungen werden die Begriffe KAPOVAZ und „Arbeit auf Abruf“ faktisch synonym.
Der DGB kritisiert, dass die mindestens viertägigen Ankündigungsfristen von Arbeitgebern in der Praxis unterlaufen würden. Zudem könnten sich Arbeitgeber ihren Verpflichtungen zur Gehaltszahlung im Krankheitsfall und bei Urlaub leicht entziehen, indem sie an den betreffenden Tagen einfach keine Arbeit abriefen.
Das Mitbestimmungsrecht des Betriebsrates nach § 87 Abs. 1 Nr. 2 BetrVG über Beginn und Ende der täglichen Arbeitszeit einschließlich der Pausen sowie die Verteilung der Arbeitszeit auf die einzelnen Wochentage gilt auch für Abrufarbeit und KAPOVAZ.
Kein Abrufarbeitsverhältnis liegt bei einer ungleichmäßigen Arbeitszeitverteilung, aber so genannter Vollzeit vor, wie zum Beispiel bei Schichtarbeit. Der § 12 TzBfG ist auch nicht auf Arbeitsbereitschaft, Rufbereitschaft und Bereitschaftsdienst sowie auf Überstunden anwendbar.

## KAPOVAZ
Im Unterschied zu Abrufarbeit bezieht sich der Begriff KAPOVAZ auf eine Arbeitsform, in der ein festes Arbeitszeitkontingent, beispielsweise 20 Stunden die Woche, festgelegt und auch bei Nichtinanspruchnahme zu entgelten ist, die Konkretisierung der Arbeitszeiten jedoch kurzfristig – in der Theorie sehr kurzfristig – und variabel durch den Arbeitgeber erfolgen kann.